# Cagnes-sur-Mer
Cagnes-sur-Mer er en fransk by beliggende på Den Franske Riviera i departementet Alpes-Maritimes i Provence-Alpes-Côte d'Azur. I januar 2010 var der 48.024 indbyggere.
Byen er den største forstad til Nice, der ligger cirka femte kilometer nordøst op ad Middelhavs-kysten.